# Jakub Paur
Jakub Paur (Višňové, 4 luglio 1992) è un calciatore slovacco, centrocampista dello Spartak Trnava.

## Carriera

### Club
Ha sempre giocato nel campionato slovacco.

### Nazionale
Ha giocato nella nazionale slovacca Under-19.
Con la nazionale Under-21 ha partecipato alle qualificazioni agli Europei di categoria.

## Palmarès

### Club

#### Competizioni nazionali
- Supercoppa di Slovacchia: 1

Žilina: 2012
- Coppa di Slovacchia: 2

Spartak Trnava: 2022-2023, 2024-2025